# 신부 (고려)
신부(辛富, ? ~ 1360년 2월 15일)는 고려 후기의 관료로, 본관은 영산(靈山)이다.

## 생애
자세한 출사 경위는 알 수 없고, 1355년(공민왕 4) 취산군(鷲山君)에 봉해졌다.
이후 판개성부사(判開城府事)로 임명되었으며, 1360년(공민왕 9) 함종(咸從)에서 홍건적(紅巾賊)과 싸우다가 장군(將軍) 이견(李堅)과 함께 전사했다. 그러나 이 전투에서 고려군이 승전했다.

## 가족 관계
- 증조 - 신지화(辛至和)[3] : 예부원외랑(禮部員外郞)
  - 조부 - 신혁(辛革)[3] : 도첨의찬성사(都僉議贊成事)
    - 아버지 - 신원경(辛原慶)[3] : 합문지후(閤門祗候), 증(贈) 도첨의좌정승(都僉議左政丞)·영산부원군(靈山府院君)
    - 어머니 - 미상
      - 형 - 신예(辛裔, ? ~ 1355년)[3] : 취성부원군(鷲城府院君)
      - 동생 - 신순(辛珣, ? ~ 1371년) : 판도판서(版圖判書)
      - 동생 - 신귀(辛貴, ? ~ 1371년) : 판서(判書)
      - 동생 - 신돈(辛旽, 1322년 ~ 1371년 8월 21일) : 고려 말의 개혁가
      - 부인 - 한양부원군(漢陽府院君), 문절공(文節公) 한종유(韓宗愈, 1287년 ~ 1354년)의 5녀[3]
        - 장남 - 신유현(辛有賢, ? ~ 1411년)[3] : 이성도병마사(泥城都兵馬使)
        - 차남 - 신유정(辛有定, 1347년 ~ 1426년) : 평안도도안무사(平安道都安撫使), 무절공(武節公)